# Ecsenius niue
Ecsenius niue är en fiskart som beskrevs av Springer 2002. Ecsenius niue ingår i släktet Ecsenius och familjen Blenniidae. Inga underarter finns listade i Catalogue of Life.